# Waterloo (hrabstwo Grant)
Waterloo – miasto w Stanach Zjednoczonych, w stanie Wisconsin, w hrabstwie Grant.